# Antwoordtendentie
Onder antwoordtendentie verstaat men in de statistiek de neiging van respondenten om in een enquête te kiezen voor een niet-extreem antwoord, dus voor een antwoord 'ertussenin'. Antwoordtendentie is daarom een probleem waarmee rekening gehouden moet worden bij het opstellen van onderzoeken, omdat daardoor een vlak c.q. onduidelijk beeld verkregen wordt. De geënquêteerde persoon blijft dan hetzelfde antwoord geven, waardoor er een resultaat behaald zal worden dat te genuanceerd is ten opzichte van de daadwerkelijke mening.

## Oorzaken
Antwoordtendentie kan optreden wanneer:
- De geënquêteerde eigenlijk geen mening heeft, terwijl dat wel verplicht gesteld wordt te geven.
- Dezelfde strekking van vragen te vaak of niet afwisselend genoeg gevraagd wordt.
- De enquête te lang of anderszins oninteressant wordt gevonden.
- Er keuze is voor een middelste keuze (te denken aan een oneven aantal antwoordcategorieën).
- De ondervraagde een bepaalde indruk wil wekken, omdat dit bijvoorbeeld bij een sollicitatie van belang lijkt te zijn. De antwoordtendentie bestaat dan in "sociaal wenselijk" antwoorden.

## Oplossingen
Het probleem is op te lossen door het aantal antwoordcategorieën niet oneven maar even te maken (plus eventueel "nvt/geen mening"-keuze). En verder wat meer uitgesproken uitersten toe te passen; dan geeft gematigd antwoorden nog steeds een meetbaar resultaat. Het onderzoek aanpassen kan antwoordtendentie wel verminderen maar niet uitsluiten. Iemand die gehaast of ongeïnteresseerd is, of bewust de onderzoeker wil misleiden, zal niet waarheidsgetrouwe antwoorden geven.